# Just for the Record (álbum)
Just for the Record... é um box set da cantora estadunidense Barbra Streisand. O lançamento sob o selo Columbia Records, ocorreu em 24 de setembro de 1991. Uma versão condensada, intitulada Highlights from Just for the Record, foi lançada em 1992.
A produção é de Streisand e seu empresário, Martin Erlichman. Inclui uma variedade de gravações realizadas entre 1955 e 1991, como uma versão cover de "You'll Never Know", datada de 1955, que marca a sua primeira sessão de gravação em um estúdio. Outras faixas incluem apresentações ao vivo, especiais de TV, premiações, singles, demos e canções excluídas  de álbuns anteriores.
A recepção da crítica foi positiva, sobretudo pela abrangência dos mais variados momentos da carreira de Streisand.
Comercialmente, foi igualmente bem-sucedido, tornando-se o segundo box mais vendido nos Estados Unidos em 1994, após vender mais de 404.000 unidades. Na parada de sucessos, Billboard 200, atingiu a posição de número 38 e foi certificado como disco de platina pela Recording Industry Association of America (RIAA). Na Holanda, a versão condensada,  Highlights from Just for the Record, alcançou a 72ª posição.

## Histórico e lançamento
Just for the Record... foi lançado em 24 de setembro de 1991 pela Columbia Records. Inclui quatro discos, com cada um focado em uma década diferente ("The 60s Part I", "The 60s Part II", "The 70s" e "The 80s"). O preço inicial era de $ 79,98 dólares e em 1994 era a segundo box set mais vendido nos Estados Unidos (atrás apenas do box auto-intitulado do Led Zeppelin, de 1990) com aproximadamente 404.000 cópias vendidas.
Servindo como uma retrospectiva das três décadas de carreira de Streisand, apresenta várias canções de seu catálogo, além de faixas inéditas. Sua primeira faixa gravada em estúdio, um cover de "You'll Never Know" de Mack Gordon e Harry Warren (1943), é a faixa de abertura e foi gravada em 1955. Howard Reich, do site PopMatters afirmou que a versão cover de Streisand provou que ela já tinha muito talento para se tornar uma artista, apesar de sua tenra idade.
Apesar da grande variedade de produtores que contribuíram para as várias faixas incluídas na coleção, Streisand e seu empresário, Martin Erlichman, foram creditados como os dois produtores executivos. Além dos quatro discos de material, inclui um livreto colorido de 92 páginas com uma variedade de fotos tiradas ao longo de sua carreira.
Entre o material inédito estão apresentações ao vivo no The Jack Paar Show, P.M. East, The Garry Moore Show, The Tonight Show, The Ed Sullivan Show e The Judy Garland Show. Duetos com Judy Garland, Harold Arlen, Don Rickles e Ryan O'Neal também são apresentados. As performances foram gravadas entre 1955 a 1988.
Uma versão condensada intitulada Highlights from Just for the Record foi lançada em 1992. Inclui 24 das canções de Just for the Record... e tinha um preço significativamente inferior ao da coleção original.

## Recepção crítica
| Críticas profissionais                       | Críticas profissionais |
| Avaliações da crítica                        | Avaliações da crítica  |
| Fonte                                        | Avaliação              |
| -------------------------------------------- | ---------------------- |
| AllMusic                                     | [ 1 ]                  |
| AllMusic Highlights from Just for the Record | [ 8 ]                  |
| Entertainment Weekly                         | A-                     |

Just for the Record... foi aclamado pela crítica musical. 
William Ruhlmann, do site americano AllMusic, gostou da unicidade e comentou que, como "ela tinha total controle criativo sobre a retrospectiva", ela foi capaz de lançar um box set consistindo de quase apenas "material raro [e] inédito".  Elegeu os duetos com Garland e "Las Vegas Medley" como algumas das melhores faixas. Na resenha da publicação para Highlights from Just for the Record, Ruhlmann foi igualmente elogioso e observou que serve como uma "bela visão geral da carreira de Bab" e fornece uma "ótima audição".
Escrevendo sobre o número substancial de canções da coleção, David Browne, da revista Entertainment Weekly comparou-a com os dois discos de Use Your Illusion (volume I e volume II) do Guns N' Roses e afirmou que "é impossível digerir de uma vez só". Browne a avaliou com uma nota A- e chamou-a de uma boa representação da capacidade da cantora em se reinventar e fazer um "pop adulto mainstream" "forte, elegante [e] até apaixonado".
Joe Brown, do The Washington Post, foi menos favorável: "Todos os quatro discos são pontilhados com estranhezas que farão os Barbraphiles mais dedicados programar seus CD players para pular após a primeira ou segunda audição"; no entanto, Brown apreciou algumas das raridades, incluindo seus duetos com Garland e sua melodia de "My Man" e "Auld Lang Syne".

## Desempenho comercial
O box set entrou e atingiu a posição de número 38, na Billboard 200, em 12 de outubro de 1991, sendo a estreia coma quinta melhor performance da semana. Na semana seguinte, caiu para o número 63 e passou um total combinado de 16 semanas na tabela.
Em 19 de novembro de 1991, foi certificado com um disco de ouro pela Recording Industry Association of America (RIAA) por vendas de 125.000 cópias; sua certificação foi atualizada para Platina, por vendas de 250.000 cópias, em 8 de julho de 1992. Em junho de 2007, as vendas atingiram 454.000 conjuntos de caixas nos Estados Unidos, de acordo com a Nielsen Soundscan.
A versão Highlights from Just for the Record apareceu nas paradas de álbuns da Holanda, onde passou três semanas no total e alcançando a posição de número 72.

## Lista de faixas
Créditos adaptados do encarte do box Just for the record..., de 1991.

### Just for the Record...
| Disc one: "The 60's Part I" |                                                                      | |                                         |         |  |
| N.º                         | Título                                                               | Compositor(es) | Retirada do álbum                       | Duração |  |
| 1.                          | "You'll Never Know"                                                  | Mack Gordon Harry Warren | Studio recording, 1955                  | 2:58    |  |
| 2.                          | "A Sleepin' Bee" (live)                                              | Harold Arlen Truman Capote | The Jack Paar Show, 1962                | 4:50    |  |
| 3.                          | "Moon River" (live)                                                  | Henry Mancini Johnny Mercer | P.M. East, 1962                         | 3:35    |  |
| 4.                          | "Miss Marmelstein"                                                   | Harold Rome | I Can Get It for You Wholesale, 1962    | 3:21    |  |
| 5.                          | "Happy Days Are Here Again" (live)                                   | Milton Ager Jack Yellen | The Garry Moore Show, 1962              | 3:50    |  |
| 6.                          | "Keepin' Out of Mischief Now" (live)                                 | Andy Razaf Thomas Waller | Bon Soir, 1963                          | 1:48    |  |
| 7.                          | "I Hate Music" (live)                                                | Leonard Bernstein | Bon Soir                                | 1:11    |  |
| 8.                          | "Nobody's Heart (Belongs to Me)" (live)                              | Lorenz Hart Richard Rodgers | Bon Soir                                | 2:11    |  |
| 9.                          | "Value" (live)                                                       | Jeffrey D. Harris | Bon Soir                                | 2:18    |  |
| 10.                         | "Cry Me a River" (live)                                              | Arthur Hamilton | Bon Soir                                | 3:53    |  |
| 11.                         | "Who's Afraid of the Big Bad Wolf?" (live)                           | Frank Churchill Ann Ronell | Bon Soir                                | 2:10    |  |
| 12.                         | "I Had Myself a True Love" (live)                                    | Arlen Mercer | Bon Soir                                | 4:27    |  |
| 13.                         | "Lover, Come Back to Me" (live)                                      | Oscar Hammerstein II Sigmund Romberg | Bon Soir                                | 1:48    |  |
| 14.                         | "Spring Can Really Hang You Up the Most" (live)                      | Fran Landesman Tommy Wolf | The Tonight Show, 1963                  | 3:48    |  |
| 15.                         | "My Honey's Lovin' Arms"                                             | Joseph Meyer Harry Ruby | The Barbra Streisand Album, 1963        | 2:13    |  |
| 16.                         | "[Any Place I Hang My Hat Is Home"                                   | Arlen Mercer | The Second Barbra Streisand Album, 1963 | 2:44    |  |
| 17.                         | "When the Sun Comes Out" (live)                                      | Arlen Ted Koehler | The Ed Sullivan Show, 1963              | 3:36    |  |
| 18.                         | "Be My Guest / Dialogue" (with Judy Garland and Ethel Merman) (live) | Mel Tormé | The Judy Garland Show, 1963             | 2:28    |  |
| 19.                         | "Judy Garland Medley, No. 1" (with Judy Garland) (live)              | Romberg Hammerstein II Arlen Leo Robin Henry Creamer Turner Layton Arthur Schwartz Howard Dietz George Gershwin Ira Gershwin Burton Lane Ralph Freed Ray Henderson B.G. DeSylva Lew Brown | The Judy Garland Show                   | 4:34    |  |
| 20.                         | "Judy Garland Medley, No. 2" (with Judy Garland) (live)              | Arlen Koehler Ager Yellen | The Judy Garland Show                   | 2:28    |  |
| Duração total:              | Duração total:                                                       | Duração total: | Duração total:                          | 60:11   |  |

| Disc two: "The 60's Part II" |                                                           | |                                          |         |  |
| N.º                          | Título                                                    | Compositor(es) | Retirada de                              | Duração |  |
| 1.                           | "I'm the Greatest Star"                                   | Bob Merrill Jule Styne | Funny Girl, 1964                         | 4:08    |  |
| 2.                           | "My Man / Auld Lang Syne"                                 | Jacques Charles Channing Pollock Maurice Yvain Albert Willemetz Robert Burns                                                  | Funny Girl                               | 4:08    |  |
| 3.                           | "People"                                                  | Merrill Styne | People, 1964                             | 3:40    |  |
| 4.                           | "Act II Medley" (featuring Diana Kind)                    | Grant Clarke James F. Hanley Harry Ruby Rube Bloom Harold Arlen Johnny Mercer Jimmy Cox B. G. DeSylva Lew Brown Ray Henderson | My Name Is Barbra, Two..., 1965          | 4:27    |  |
| 5.                           | "1965 Emmy Awards" (live)                                 | | 17th Primetime Emmy Award, 1965          | 1:45    |  |
| 6.                           | "He Touched Me"                                           | Ira Levin Milton Schafer | My Name Is Barbra, Two...                | 3:09    |  |
| 7.                           | "You Wanna Bet"                                           | Dorothy Fields Cy Coleman | Where Am I Going? (Single)               | 2:27    |  |
| 8.                           | "House of Flowers" (with Harold Arlen)                    | Arlen Truman Capote | Harold Sings Arlen (with Friend), 1966   | 2:44    |  |
| 9.                           | "Ding-Dong! The Witch Is Dead" (with Harold Arlen)        | Arlen E.Y. "Yip" Harburg | Harold Sings Arlen (with Friend), 1966   | 1:55    |  |
| 10.                          | "Circus Medley"                                           | Billy Barnes Leslie Bricusse Anthony Newley                                                                                   | Color Me Barbra, 1966                    | 3:23    |  |
| 11.                          | "Starting Here, Starting Now"                             | Richard Maltby Jr. David Shire                                                                                                | Color Me Barbra                          | 2:54    |  |
| 12.                          | "A Good Man Is Hard to Find / Some of These Days" (live)  | Eddie Green Shelton Brooks | Belle of 14th Street, 1967               | 3:33    |  |
| 13.                          | "I'm Always Chasing Rainbows" (live)                      | Harry Carroll Joseph McCarthy                                                                                                 | Belle of 14th Street                     | 2:34    |  |
| 14.                          | "Sleep in Heavenly Peace (Silent Night)" (live)           | Franz Gruber Joseph Mohr | A Happening in Central Park, 1968        | 2:58    |  |
| 15.                          | "Don't Rain on My Parade"                                 | Merrill Styne | Funny Girl, 1968                         | 2:44    |  |
| 16.                          | "Funny Girl"                                              | Merrill Styne | Funny Girl                               | 2:43    |  |
| 17.                          | "1969 Academy Awards" (live)                              | | 41st Academy Awards, 1969                | 1:58    |  |
| 18.                          | "Come Rain or Come Shine" (featuring Harold Arlen) (live) | Arlen Mercer | the Friars Club, 1969                    | 2:48    |  |
| 19.                          | "Time After Time" (featuring Jule Styne) (live)           | Styne Sammy Cahn | the Friars Club                          | 2:36    |  |
| 20.                          | "Untitled"                                                | | the Friars Club                          | 1:13    |  |
| 21.                          | "The Sweetest Sounds" (featuring Richard Rodgers) (live)  | Richard Rodgers | the Friars Club                          | 2:01    |  |
| 22.                          | "Hello, Dolly!" (featuring Louis Armstrong)               | Jerry Herman | Hello, Dolly!, 1969                      | 3:47    |  |
| 23.                          | "On a Clear Day (You Can See Forever)"                    | Burton Lane Alan Jay Lerner                                                                                                   | On a Clear Day You Can See Forever, 1970 | 2:10    |  |
| 24.                          | "Las Vegas Medley" (live)                                 | A. Newley Herbert Kretzmer David Mann Bob Hilliard                                                                            | the International Hotel, 1969            | 4:05    |  |
| Duração total:               | Duração total:                                            | Duração total: | Duração total:                           | 69:50   |  |

| Disc three: "The 70's" |                                                                                |                                             |                                                        |         |  |
| N.º                    | Título                                                                         | Compositor(es)                              | Retirada de                                            | Duração |  |
| 1.                     | "The Singer"                                                                   | Walter Marks                                | Previously unreleased                                  | 2:43    |  |
| 2.                     | "I Can Do It"                                                                  | Johnny Worth                                | Previously unreleased                                  | 2:38    |  |
| 3.                     | "Stoney End"                                                                   | Laura Nyro                                  | Stoney End, 1971                                       | 2:58    |  |
| 4.                     | "(They Long to Be) Close to You" (featuring Burt Bacharach) (live)             | Burt Bacharach Hal David                    | The Burt Bacharach Special, 1971                       | 3:35    |  |
| 5.                     | "We've Only Just Begun"                                                        | Roger Nichols Paul Williams                 | Previously unreleased                                  | 2:25    |  |
| 6.                     | "Since I Fell for You"                                                         | Buddy Johnson                               | Barbra Joan Streisand, 1971                            | 3:25    |  |
| 7.                     | "You're the Top" (featuring Ryan O'Neal)                                       | Cole Porter                                 | What's Up, Doc?, 1972                                  | 4:08    |  |
| 8.                     | "What Are You Doing the Rest of Your Life?" (featuring Michel Legrand) (demo)) | Alan Bergman Marilyn Bergman Michel Legrand | Previously unreleased                                  | 3:36    |  |
| 9.                     | "If I Close My Eyes" (featuring Michel Legrand)                                | A. Bergman M. Bergman Billy Goldenberg      | Up the Sandbox, 1972                                   | 2:24    |  |
| 10.                    | "Between Yesterday and Tomorrow"                                               | A. Bergman M. Bergman M. Legrand            | Previously unreleased                                  | 3:32    |  |
| 11.                    | "Can You Tell the Moment?"                                                     | A. Bergman M. Bergman M. Legrand            | Previously unreleased                                  | 2:27    |  |
| 12.                    | "The Way We Were" (Soundtrack version)                                         | A. Bergman M. Bergman Marvin Hamlisch       | The Way We Were, 1973                                  | 3:52    |  |
| 13.                    | "Cryin' Time" (featuring Ray Charles)                                          | Buck Owens                                  | Barbra Streisand...and Other Musical Instruments, 1973 | 2:18    |  |
| 14.                    | "God Bless the Child"                                                          | Billie Holiday Arthur Herzog Jr.            | Previously unreleased                                  | 3:32    |  |
| 15.                    | "A Quiet Thing / There Won't Be Trumpets"                                      | Fred Ebb John Kander Stephen Sondheim       | Previously unreleased                                  | 5:20    |  |
| 16.                    | "Lost Inside of You"                                                           | Barbra Streisand Leon Russell               | A Star Is Born, 1976                                   | 4:53    |  |
| 17.                    | "Evergreen (Love Theme from A Star Is Born)" (Soundtrack version) (demo)       | Streisand Paul Williams                     | A Star Is Born                                         | 3:13    |  |
| 18.                    | "1977 Academy Awards" (live)                                                   |                                             | 49th Academy Awards, 1977                              | 1:22    |  |
| 19.                    | "Hatikvah" (featuring Golda Meir) (live)                                       | Naftali Herz Imber                          | The Stars Salute Israel at 30, 1978                    | 4:59    |  |
| Duração total:         | Duração total:                                                                 | Duração total:                              | Duração total:                                         | 63:20   |  |

| Disc four: "The 80's" |                                                         |                                           |                                                |         |  |
| N.º                   | Título                                                  | Compositor(es)                            | Retirada de                                    | Duração |  |
| 1.                    | "You Don't Bring Me Flowers" (with Neil Diamond) (live) | Alan Bergman Marilyn Bergman Neil Diamond | 22nd Annual Grammy Awards, 1980                | 3:37    |  |
| 2.                    | "The Way We Weren't / The Way We Were" (live)           | A. Bergman M. Bergman Marvin Hamlisch     | ACLU Tribute to Alan and Marilyn Bergman, 1980 | 4:52    |  |
| 3.                    | "Guilty" (with Barry Gibb)                              | Barry Gibb Robin Gibb Maurice Gibb        | Guilty, 1980                                   | 4:27    |  |
| 4.                    | "Papa, Can You Hear Me?" (demo)                         | A. Bergman M. Bergman Michel Legrand      | Yentl, 1983                                    | 3:34    |  |
| 5.                    | "The Moon and I" (demo)                                 | A. Bergman M. Bergman M. Legrand          | Yentl                                          | 3:19    |  |
| 6.                    | "A Piece of Sky" (demo)                                 | A. Bergman M. Bergman M. Legrand          | Yentl                                          | 4:13    |  |
| 7.                    | "I Know Him So Well" (featuring Richard Page)           | Benny Andersson Tim Rice Björn Ulvaeus    | Previously unreleased                          | 4:13    |  |
| 8.                    | "If I Loved You"                                        | Oscar Hammerstein II Richard Rodgers      | The Broadway Album, 1985                       | 2:38    |  |
| 9.                    | "Putting It Together"                                   | Stephen Sondheim                          | The Broadway Album                             | 4:19    |  |
| 10.                   | "Over the Rainbow" (live)                               | Harold Arlen E.Y. "Yip" Harburg           | One Voice, 1987                                | 4:43    |  |
| 11.                   | "Theme"                                                 | Barbra Streisand                          | Nuts, 1987                                     | 3:43    |  |
| 12.                   | "Here We Are at Last"                                   | Streisand Richard Baskin                  | Emotion                                        | 3:20    |  |
| 13.                   | "Warm All Over"                                         | Frank Loesser                             | Previously unreleased                          | 2:48    |  |
| 14.                   | "You'll Never Know" (duet version)                      | Mack Gordon Harry Warren                  | Previously unreleased                          | 4:07    |  |
| Duração total:        | Duração total:                                          | Duração total:                            | Duração total:                                 | 53:53   |  |

### Highlights from Just for the Record
| Standard edition |                                                                               |         |  |
| N.º              | Título                                                                        | Duração |  |
| 1.               | "You'll Never Know"                                                           | 2:58    |  |
| 2.               | "A Sleepin' Bee" (live)                                                       | 4:50    |  |
| 3.               | "Miss Marmelstein"                                                            | 3:21    |  |
| 4.               | "I Hate Music" (live)                                                         | 1:11    |  |
| 5.               | "Nobody's Heart (Belongs to Me)" (live)                                       | 2:11    |  |
| 6.               | "Cry Me a River" (live)                                                       | 3:53    |  |
| 7.               | "Judy Garland Medley, No. 2" (with Judy Garland) (live)                       | 2:28    |  |
| 8.               | "People"                                                                      | 3:40    |  |
| 9.               | "Act II Medley" (featuring Diana Kind) (live)                                 | 4:27    |  |
| 10.              | "You Wanna Bet"                                                               | 2:27    |  |
| 11.              | "Come Rain or Come Shine" (featuring Harold Arlen) (live)                     | 2:48    |  |
| 12.              | "Untitled" (featuring Don Rickles) (live)                                     | 1:13    |  |
| 13.              | "The Sweetest Sounds" (featuring Richard Rodgers) (live)                      | 2:01    |  |
| 14.              | "You're the Top" (featuring Ryan O'Neal)                                      | 4:08    |  |
| 15.              | "What Are You Doing the Rest of Your Life?" (featuring Michel Legrand) (demo) | 3:36    |  |
| 16.              | "Cryin' Time" (featuring Ray Charles)                                         | 2:18    |  |
| 17.              | "A Quiet Thing / There Won't Be Trumpets"                                     | 5:20    |  |
| 18.              | "Evergreen" (Soundtrack version) (demo)                                       | 3:13    |  |
| 19.              | "Between Yesterday and Tomorrow"                                              | 3:32    |  |
| 20.              | "You Don't Bring Me Flowers" (with Neil Diamond) (live)                       | 3:37    |  |
| 21.              | "Papa, Can You Hear Me?" (demo)                                               | 3:34    |  |
| 22.              | "I Know Him So Well" (featuring Richard Page)                                 | 4:13    |  |
| 23.              | "Warm All Over"                                                               | 2:48    |  |
| 24.              | "You'll Never Know" (Duet version)                                            | 4:07    |  |
| Duração total:   | Duração total:                                                                | 77:54   |  |

## Tabelas

### Tabela semanais
| Tabela Musical (1991–1992)                                       | Peak position |
| ---------------------------------------------------------------- | ------------- |
| Estados Unidos (Billboard 200)                                   | 38            |
| Países Baixos (Dutch Charts) Highlights from Just for the Record | 72            |

## Certificações e vendas
| País                  | Certificação | Vendas  |
| --------------------- | ------------ | ------- |
| Estados Unidos (RIAA) | Platina      | 454,000 |